# Пушица короткопыльниковая
Пушица короткопыльниковая (лат. Eriophorum brachyantherum) — вид травянистых растений рода Пушица (Eriophorum) семейства Осоковые (Cyperaceae).

## Ботаническое описание
Растение рыхло или плотнодерновинное, без ползучих побегов. Стебли многочисленные, 30—70 см высотой, одетые при основании бурыми волокнистыми влагалищами. Прикорневые листья узколинейные, жесткие. Влагалища верхнего стеблевого листа невздутое, без листовой пластинки, прикрепляется обычно выше середины стебля. Нижний стеблевой лист с зачаточной листовой пластинкой или без неё. Пуховка продолговато-эллиптическая. Кроющие чешуи зеленовато-серые, ланцетные, непросвечивающие. Щетинки рыжеватые, редко белые. Пыльники узкоэллиптические, 0,5—1,5 мм длиной. Орешки эллиптические, светло-коричневые.

## Распространение
Растёт в осоково-моховых болотах, на болотистых лугах, заболоченных лесах, моховых берегах озёр и ручьев.

## Значение и применение
Хорошо поедается северным оленем (Rangifer tarandus) весной.